# Хайреддин Барбаросса
Барбаро́сса Хызы́р Хайредди́н-паша́ (также известен как Хызыр-реис; 1475 — 4 июля 1546) — османский корсар, флотоводец и вельможа. Командуя корсарским флотом, после смерти своего брата Аруджа Барбароссы I, стал правителем Алжира, а затем адмиралом Османской империи.

## Биография
Хайреддин Барбаросса или Хызыр-реис родился в 1475 году на греческом острове Лесбос, в семье турка (или албанца) и гречанки. Его отец Якуб-ага участвовал в османском завоевании Лесбоса (1462 г.), получил землю в лесбосской деревне Бонова и женился на гречанке Катерине, вдове православного священника.
Унаследовав после гибели в бою с испанцами старшего брата султана Алжира Аруджа Барбароссы I крупную флотилию в несколько тысяч человек, Хызыр-реис в 1518 году провозгласил себя султаном Барбароссой II и признал верховную власть правителя Османской империи Селима I Явуза. . Он продолжил дело старшего брата, продолжив захваты новых земель. Испанцы готовили нападение на Алжир, Хайреддин предвидел такой оборот дела. 17 августа 1518 года многочисленная испанская армия под командованием вице-короля Сицилии Уго де Монкады подошла к стенам города Алжира. Испанцы требовали немедленной сдачи. Хайреддин отказался, решив стоять до конца. Монкада готов был штурмовать крепость, но командующий артиллерией отговорил его, предложив подождать подкрепления, посланного султаном Тлемсены. Внезапно налетевший сильный ветер уничтожил 26 испанских кораблей. Погибло около четырёх тысяч солдат. Без особых усилий Хайреддин расправился с остатками испанской армии.
Османский султан Сулейман I назначил его главнокомандующим всего своего флота и бейлербеем («эмиром эмиров», а их в Турции тогда было всего семь человек) Африки. Так как Турция в это время заключила негласный союз с Францией, воины Барбароссы вели действия против флота противников короля Франциска I Валуа, прежде всего Священной Римской империи.
Активная деятельность пиратов под руководством Барбароссы II потребовала значительных усилий от императора Карла V, направившего в 1538 году против них мощный флот под начальством выдающегося флотоводца из Генуи Андреа Дориа. Объединённый альянс флота, состоявший из Венецианской Республики, Республики Генуя, военных кораблей Папского государства и пиратов ордена св. Иоанна насчитывал 157 кораблей и 60 тыс. солдат. Это была самая большая флотилия, какой история ещё не знала. Османский флот состоял из 122 галер и 22 тыс. солдат. 28 сентября 1538 г. во время битвы при Превезе Хайреддин Барбаросса и плохая погода заставили отступить флотилию адмирала Андреа Дориа, а пираты Хайреддина стали их преследовать и захватили 2 галеры и 2 невооружённых транспортных судна, а 1 большой корабль противника был уничтожен. В результате, несмотря на ряд других побед в Тунисской кампании, испанцы проиграли войну Барбароссе..
В 1538-1540 годах Барбаросса продолжал успешно действовать у берегов Ионического и Адриатического морей, за что получил от султана почетный титул Хайр-эд-Дин (Добродетель религии).
В 1543 году Барбаросса был послан на помощь французскому королю Франциску I, который воевал с императором Карлом V, и 22 августа 1543 года помог Франциску захватить Ниццу, за что французы предоставили ему порт в Тулоне. 
После заключения мира в 1544 году на обратном пути Барбаросса разграбил остров Эльба, города Таламоне, Монтиано, Порто Эроколе, Орбетелло, острова Джильо, Искья, Прочида, Липарские и побережье залива Поликастро. В 1545 году он выкупил своего помощника Драгута, захваченного в плен генуэзцами.

## Последние годы и смерть
Неизвестно, принимал ли Хызыр-реис активное участие в государственной жизни Османской империи того времени. 
Сам Хайреддин Барбаросса прожил последние годы в Стамбуле, где и умер в своём дворце над Босфором. Капудан-паша Османской империи был похоронен в воздвигнутой им же мечети. В течение длительного времени каждый османский корабль, выходивший из залива Золотой Рог, отдавал салют перед его мавзолеем, в честь одного из выдающихся османских мореплавателей и могущественного корсара Магриба.

## Барбаросса
Прозвище «Барбаросса» означает «рыжебородый». В «Британской энциклопедии» говорится:

Барбаросса — имя, которое христиане дали семье грозных морских разбойников и османских адмиралов XVI века — Аруджу (Харуджу), Хызыру (Хайр эд-Дину, Хайраддину) и Хасану, сыну Хайраддина. В 1840 г. капитан [Жан-Луи-Мари-Станислас] Валсин-Эстерхази, автор исторического описания правления Османской империи в Африке, выдвинул предположение, что Барбаросса — Рыжебородый — было просто искажением имени Баба Арудж (отец Арудж). Арабская же хроника рассматриваемой эпохи, опубликованная С. Рэнгом и Ф. Денисом в 1837 г., ясно говорит о том, что именем Барбаросса христиане называли только Хайраддина.

## Память
Во время Первой мировой войны имя «Хайреддин Барбаросса» носил один из двух броненосцев типа «Бранденбург», входивших в состав турецкого флота.

### В искусстве
В сериале «Великолепный век» роль Хызыр-реиса сыграл турецкий актер Толга Текин.
В сериале «Барбаросса: Меч Средиземноморья» роль Хызыр-реиса сыграл турецкий актер Улаш Туна Астепе.